# Náměstí Beyazıt
Náměstí Beyazıt, turecky Beyazıt Meydanı, je istanbulské náměstí umístěné v evropské části města ve čtvrti Fatih.
Jeho oficiální název je Hürriyet Meydani - náměstí svobody, ale je známé jako Beyazıt podle mešity Bejazida II. stojící na jedné jeho straně. Náměstí je bývalou plochou Theodosianova fóra, které postavil Konstantin I. Veliký. Na jedné straně náměstí je hlavní vchod do Istanbulské univerzity; věž Beyazıt Kulesi je na pozemku univerzitního kampusu a je vidět z náměstí. Současnou podobu náměstí turecký architekt Turgut Cansever.
Náměstí bylo místem častých politických protestů jako Krvavé neděle v roce 1969 a teroristického útoku v roce 1978. V roce 1915 zde bylo oběšeno dvacet arménských aktivistů.